# Corte d'Assise (romanzo)
Corte d'Assise è un romanzo di Georges Simenon.
Simenon ha scritto questo romanzo nell'agosto del 1937 quando si trovava in vacanza in un hotel dell'Isola dei Pescatori sul Lago Maggiore. È stato pubblicato per la prima volta nel marzo del 1941 da Gallimard che gli fa cambiare il titolo. Il manoscritto, su richiesta di Simenon, è stato battuto all'asta nel 1943 e il ricavato devoluto a favore dei prigionieri di guerra. Da questo romanzo è stato tratto anche un episodio della serie televisiva "L'Heure Simenon" che è stata trasmessa in Francia dal 18 febbraio 1982 al 6 agosto 1988.

## Trama
Protagonista del romanzo è un giovane di venticinque anni, Louis Bert, da sempre però chiamato Petit Louis. Ha lasciato da qualche anno il lavoro di falegname perché poco redditizio. Lui aspira a una vita comoda e facile, ma al momento campa di piccoli espedienti oltre che di quanto gli passa la sua protetta e amante Luise Mazzone, in arte Lulù. Ha cercato in tutti i modi di entrare nella malavita marsigliese ma non veniva per niente considerato e il massimo che era riuscito a ottenere erano stati modesti incarichi da palo, come l'ultimo che gli è stato dato. 
Infatti è da qualche giorno a Le Lavandou, nota località di villeggiatura della costa azzurra, perché deve fare in modo che la progettata rapina all'ufficio postale fili liscia. Così avviene infatti mentre si esibisce in una gara di bocce con il direttore delle poste poco distante dall'ingresso degli uffici.
Nel corso della partita si accorge di essere guardato con interesse da una signora di mezza età, l'avvicina e la sera stessa ne diventa l'amante. Petit Louis la usa trattandola con sufficienza se non con disprezzo, ma per farsi bello ai suoi occhi le confida della rapina.
La donna, Constance Ropiquet, che si fa passare per la contessa d'Orval, è a sua volta l'amica di un vecchio signore che la incontra a scadenze fisse e che le passa, se non un vitalizio, delle somme.
I due si trasferiscono a Nizza a casa di lei; Petit Luis si fa mantenere ma è nervoso perché i suoi complici, dai quali aspetta la sua parte di bottino, non si fanno vivi.
Ritorna a Marsiglia quasi di nascosto e da Lulù viene a sapere che deve guardarsi dai suoi complici perché lo sospettano di aver spifferato sul colpo, infatti la polizia ha fatto una retata nel locale dove si riuniva la banda. Louis intuisce che Constance deve aver spettegolato con qualche amica e così di bocca in bocca alcuni particolari della rapina erano arrivati agli informatori di polizia. Per fargli capire come stavano le cose il capo della banda, tale Gène, si era presa Lulù come amante.
Louis non sembra spaventato e intima a Lulù di seguirlo a Nizza. Lei non vuole, ma poi si lascia convincere. Petit Louis presenta Lulù a Constance come sua sorella. I tre vivono nello stesso appartamento ma un poliziotto che segue Louis ritenendolo coinvolto nella rapina informa la donna sull'identità e professione della giovane.
Louis è bravo ad abbindolare la donna facendole credere di voler redimere Lulù e che i due sono solo amici. Tra i tre si instaura un morboso ménage. Una sera mentre erano al ristorante anche con l'anziano amico di Constance al quale erano stati presentati come parenti, Louis si accorge della presenza sia di Gène sia del poliziotto che da un po' lo sorveglia.
Preoccupato della piega che potrebbe prendere la situazione si allontana e si dirige verso Cannes. È talmente concentrato sui suoi pensieri di non accorgersi di molti dettagli che in futuro si riveleranno fondamentali. Incontra occasionalmente degli inglesi con i quali si aggrega per poi separarsi, va dalla sorella e poi dalla madre che lo ha da sempre considerato la rovina della sua vita e infine alla sera rientra a Nizza. Ma nell'appartamento trova Constance uccisa e di Lulù nessuna traccia. Capisce che è stato Gène. Invece di recarsi dalla polizia pensa di far sparire il cadavere, lo taglia in pezzi e li butta in mare, poi simula con i vicini una partenza con Constance per una lunga vacanza.
Senza soldi è costretto a compiere una serie di atti che gli si ritorceranno irrimediabilmente contro e che lo porteranno alla rovina. Sebbene non materialmente colpevole dall'assassinio, sarà ricercato, catturato e condannato. Di tutta la sua vita un giudice serioso farà una ricostruzione pedante forzando alcuni fatti e tralasciandone altri unicamente per far risaltare l'aspetto cinico del carattere dell'imputato. Anche il poliziotto che potrebbe scagionarlo mente e tace sui retroscena che potrebbero scagionarlo quanto meno del delitto. Petit Louis assiste con disprezzo al processo, non rivela niente dei complici e accetta la condanna a vent'anni di reclusione.

## Edizioni
- Georges Simenon, Corte d'Assise, trad. di Massimo Romano e Alberto Mittone, "Biblioteca Adelphi" nº 559, Adelphi, Milano, maggio 2010 ISBN 978-88-459-2503-0